# Grand Prix de Denain 2025
Il Grand Prix de Denain 2025, sessantaseiesima edizione della corsa, valevole come tredicesima prova dell'UCI ProSeries 2025 categoria 1.Pro, si svolse il 20 marzo 2025 per un percorso di 197,4 km, con partenza e arrivo da Denain, in Francia. La vittoria fu appannaggio del britannico Matthew Brennan, il quale completò il percorso in 4h15'54", alla media di 46,284 km/h, precedendo i belgi Gianni Vermeersch e Dries De Bondt.
Sul traguardo di Denain 114 ciclisti, dei 152 partiti dalla medesima località, portarono a termine la competizione.

## Squadre e corridori partecipanti
| N.      | Cod. | Squadra                    |
| ------- | ---- | -------------------------- |
| 1-7     | Q36  | Q36.5 Pro Cycling Team     |
| 11-17   | TVL  | Team Visma-Lease a Bike    |
| 21-26   | UAD  | UAE Team Emirates XRG      |
| 31-37   | SOQ  | Soudal Quick-Step          |
| 41-47   | JAY  | Team Jayco AlUla           |
| 51-57   | IWA  | Intermarché-Wanty          |
| 61-67   | DAT  | Decathlon AG2R La Mondiale |
| 71-77   | GFC  | Groupama-FDJ               |
| 81-87   | COF  | Cofidis                    |
| 91-97   | TBV  | Bahrain Victorious         |
| 101-107 | XAT  | XDS Astana Team            |
| 111-117 | ADC  | Alpecin-Deceuninck         |

| N.      | Cod. | Squadra                           |
| ------- | ---- | --------------------------------- |
| 121-127 | ARK  | Arkéa-B&B Hotels                  |
| 131-137 | LOT  | Lotto                             |
| 141-147 | TEN  | TotalEnergies                     |
| 151-157 | RKT  | Unibet Tietema Rockets            |
| 161-167 | TFB  | Team Flanders-Baloise             |
| 171-177 | EUS  | Euskaltel-Euskadi                 |
| 181-187 | WB2  | Wagner Bazin WB                   |
| 191-197 | NMC  | Nice Métropole Côte d'Azur        |
| 201-207 | UCN  | CIC U Nantes                      |
| 211-217 | AUB  | St Michel-Preference Home-Auber93 |
| 221-227 | VRR  | Van Rysel-Roubaix                 |

## Ordine d'arrivo (Top 10)
| Pos. | Corridore          | Squadra   | Tempo    |
| ---- | ------------------ | --------- | -------- |
| 1    | Matthew Brennan    | Visma     | 4h15'54" |
| 2    | Gianni Vermeersch  | Alpecin   | s.t.     |
| 3    | Dries De Bondt     | Decathlon | s.t.     |
| 4    | Florian Vermeersch | UAE       | s.t.     |
| 5    | Brent Van Moer     | Lotto     | s.t.     |
| 6    | Dillon Corkery     | St Michel | s.t.     |
| 7    | Tomáš Kopecký      | Unibet    | s.t.     |
| 8    | Alec Segaert       | Lotto     | s.t.     |
| 9    | Arnaud De Lie      | Lotto     | a 30"    |
| 10   | Lewis Askey        | Groupama  | s.t.     |